# Alan Hale Sr.
Alan Hale Sr. (ur. 10 lutego 1892 w Waszyngtonie, zm. 22 stycznia 1950 w Hollywood) – amerykański aktor i reżyser. Jego żoną była aktorka Gretchen Hartman. Mieli syna aktora Alana Hale’a, juniora.

## Filmografia
Reżyser
- 1925: Braveheart
- 1926: The Sporting Lover
- 1936: Neighborhood House

Aktor
- 1911: The Cowboy and the Lady
- 1916: The Purple Lady jako hrabia Louis Petelier
- 1921: Czterech jeźdźców Apokalipsy
- 1922: One Glorious Day jako Ben Wadley
- 1931: Zuzanna Lenox jako Jeb Mondstrum
- 1934: W niewoli uczuć jako Emil Miller
- 1938: Marco Polo jako Kaidu
- 1938: Algier jako Grandpere
- 1940: Nocna wyprawa jako Ed Carlsen
- 1943: Konwój jako Alfred „Boats” O’Hara
- 1946: Dzień i noc jako Leon Dowling
- 1950: Rogues of Sherwood Forest jako Mały John

## Wyróżnienia
Został uhonorowany swoją gwiazdę na Hollywoodzkiej Alei Gwiazd.